# یما کورپوریشن
یما کورپوریشن (انگلیسی: Yema Corporation) شرکت کالای لوکس فرانسوی است، که در سال ۱۹۴۸ تأسیس شد.